# ヌンイラ華蓮
ヌンイラ 華蓮（ぬんいら かれん、1991年5月23日 - ）は、千葉県船橋市出身の日本の女子柔道選手。階級は70kg級。身長166cm。組み手は右組み。血液型はA型。段位は弐段。得意技は大内刈。父親はガーナ出身。母親は風水鑑定士。三人姉妹の長女で、上の妹はユニバーシアード日本代表にも選ばれたバスケットボール選手のヌンイラ玲美。現在は了徳寺学園所属。

## 経歴
小学生の時は相撲に取り組んでいて、男子相手に優勝したこともあるという。柔道は八木が谷中学1年の時に始めて、3年の時には全国中学校柔道大会70kg級で優勝した。八千代高校時代はインターハイでベスト16止まりと振るわなかった。
2010年には古賀稔彦が柔道部総監督を務める環太平洋大学に進学すると、2年の時から学生体重別では2連覇を達成した。また、体重別団体ではチームの2連覇に貢献した。さらに、ワールドカップ・チェジュで国際大会初優勝を果たした。3年の時には選抜体重別準決勝で、優勝候補である自衛隊体育学校の國原頼子を技ありで破るも、決勝では東海大学4年の田知本遥に指導2で敗れた。全日本学生柔道優勝大会ではチームの初優勝に貢献した。体重別団体では3連覇ならなかった。講道館杯では準決勝で大学の3年先輩となるJR東日本の大住有加に逆転負けを喫して3位だった。グランドスラム・東京にも出場するが初戦で敗れた。2013年はヨーロッパオープン・オーバーヴァルトとアジア選手権で3位となった。続く選抜体重別では決勝で大住を指導2で破って初優勝を飾ったものの、世界選手権代表には選出されなかった。6月の全日本学生柔道優勝大会ではチームの2連覇に貢献した。9月の学生体重別では同級生である高橋ルイを破り3連覇を達成した。
11月の講道館杯では優勝を飾った。2014年のヨーロッパオープン・ローマでは、決勝でカナダのケリタ・ズパンシックに一本勝ちして優勝を飾った。
4月からは了徳寺学園所属になると、体重別では決勝で高橋を指導2で破って2連覇を遂げ、世界選手権代表に選出された。8月の世界選手権では
2回戦、3回戦と相次ぐ逆転勝ちをして決勝まで進むものの、世界チャンピオンであるジュリ・アルベアルに小内刈で敗れたが、初出場で2位となった。世界団体では3位だった。2015年4月の体重別では初戦で国士舘大学1年の池絵梨菜に一本負けして世界選手権代表には選ばれなかった。しかし、世界団体のメンバーには選出された。アジア選手権では準決勝でウズベキスタンのグルノザ・マトニヤゾワに有効で敗れて3位だった。団体戦では優勝した。8月の世界団体では準々決勝のみの出場だったが勝利して、優勝メンバーの一員として名を連ねることになった。12月のグランドスラム・東京では準々決勝でブラジルのマリア・ポルテルに敗れるなどして7位にとどまった。2016年4月の選抜体重別では準決勝で田知本に一本背負投で敗れて3位だった。2018年11月の講道館杯では、2回戦で敗れた直後に現役引退を表明した。この際に、「おなかいっぱい。悔いはない。柔道にはたくさんすてきな経験をさせてもらった」と語った。

## 戦績
- 2006年 -　全国中学校柔道大会　優勝
- 2007年 -　テューリンゲンジュニア国際　3位
- 2011年 -　全日本学生柔道優勝大会　2位
- 2011年 -　学生体重別　優勝
- 2011年 -　体重別団体　優勝
- 2011年 -　ワールドカップ・チェジュ　優勝
- 2012年 -　ワールドカップ・ソフィア　5位
- 2012年 -　選抜体重別　2位
- 2012年 -　全日本学生柔道優勝大会　優勝
- 2012年 -　ワールドカップ・ウランバートル　3位
- 2012年 -　学生体重別　優勝
- 2012年 -　体重別団体　3位
- 2012年 -　講道館杯　3位
- 2013年 -　ヨーロッパオープン・オーバーヴァルト　3位
- 2013年 -　アジア選手権　3位
- 2013年 -　選抜体重別　優勝
- 2013年 -　全日本学生柔道優勝大会　優勝
- 2013年 -　ユニバーシアード　5位
- 2013年 -　学生体重別　優勝
- 2013年 -　東アジア大会　2位
- 2013年 -　体重別団体　優勝
- 2013年 -　講道館杯　優勝
- 2014年 -　ヨーロッパオープン・ローマ　優勝
- 2014年 -　選抜体重別　優勝
- 2014年 -　グランプリ・ブダペスト　3位
- 2014年 - 世界選手権　2位
- 2014年 - 世界団体　3位
- 2014年 - グランドスラム・東京　5位
- 2015年 - ヨーロッパオープン・オーバーヴァルト　3位
- 2015年 - アジア選手権　個人戦　3位　団体戦　優勝
- 2015年 - グランドスラム・チュメニ 7位
- 2015年 - 世界団体　優勝
- 2015年 - グランドスラム・パリ　7位
- 2015年 -　グランドスラム・東京　7位
- 2016年 -　選抜体重別　3位
- 2016年 - 実業団体 女子2部　優勝
- 2016年 -　 グランプリ・ブダペスト　5位
- 2016年 -　実業個人選手権　3位
- 2016年 - 国体成年女子の部　3位
- 2018年 - 実業個人選手権　2位

(出典、JudoInside.com)。